# Azizabad (Iran)
Azizabad (persiska: عزیز کشته, ‘Azīz Koshteh, عزیز آباد) är en ort i Iran. Den ligger i provinsen Lorestan, i den västra delen av landet, 400 km sydväst om huvudstaden Teheran. ‘Azīzābād ligger 1 371 meter över havet och antalet invånare är 252.
Terrängen runt ‘Azīzābād är huvudsakligen kuperad. ‘Azīzābād ligger nere i en dal. Runt ‘Azīzābād är det ganska tätbefolkat, med 58 invånare per kvadratkilometer. Närmaste större samhälle är Meleh Khān, 9,4 km nordost om ‘Azīzābād. Omgivningarna runt ‘Azīzābād är i huvudsak ett öppet busklandskap.